# نادر الحساوي
نادر الحساوي (11 يونيو 1967 -)، ممثل ومخرج كويتي. كانت بدايته بالتمثيل عام 1987 وقدم العديد من الأدوار والتي من أبرزها دور «سلمان الضاوي» في المسلسل الدرامي القرار الأخير في عام 1997. لكنه بعام 2002 وبعد تقديمه آخر أدواره التمثيلية بمسلسل قلوب مهمشة قرر الأعتزال بسبب تدينه لكنه تفرغ للإخراج وهو المجال الذي كان يمارسه مع التمثيل سويًا قبل أعتزالته.

## أعماله الفنية

### في التلفزيون
- الملف - سهرة تلفزيونية.
- بو متيح يوش متيح يطش.
- لن أمشي طريق الامس.
- زارع الشر.
- أقنعة حقيقية.
- الطير والعاصفة.
- دلق سهيل - الجزء الثاني.
- الناس أجناس.
- القرار الأخير.
- الرقص على الجمر.
- الموذي.
- الخطر معهم الجزء الأول.
- أبناء الغد.
- خطوات على الجليد.
- إرهابيات - برنامج.
- من ملفات المحاكم.
- السدرة - فيلم قصير.
- قلوب مهشمة.

### من المسرحيات
- طار الفيل.
- عالباب يا شباب.

### في الأخراج
- مسرحية صح لسانك.
- مسرحية اه يا درب الزلق.
- مسرحية سوبر صطار.
- مسرحية قدها ونص.
- مسرحية عائلة قرقيعان.
- مسرحية البيت بيتك.
- مسلسل صج حظوط.
- مسرحية لمن لا يهمه الأمر.
- مسرحية ياواش ياواش.

## روابط خارجية
- نادر الحساوي على موقع قاعدة بيانات الأفلام العربية